# La Danseuse de Cadix
Pour plus de détails, voir Fiche technique et Distribution.
La Danseuse de Cadix (Ronda española) est une comédie musicale espagnol réalisé par Ladislas Vajda et sorti en 1952.

## Synopsis
Dans les années 1950, de nombreuses femmes de la section féminine de la Phalange se sont rendues en Amérique par bateau pour présenter le folklore espagnol dans tous leurs pays. Le spectacle était un divertissement pour les émigrants de l'autre côté de l'Atlantique. Les femmes quittent leurs maisons et embarquent sur le Monte Albertia. Pendant le voyage, les relations entre tous les membres de l'équipage sont les plus amusantes, même si beaucoup d'entre eux se languissent de leur lieu d'origine. Partout où elles vont, la chance est de leur côté.

## Fiche technique
- Titre français  : La Danseuse de Cadix[1]
- Titre original espagnol : Ronda española[2],[3]
- Réalisateur : Ladislas Vajda
- Scénario : Rafael García Serrano, José María Sánchez Silva
- Photographie : Theodore J. Pahle
- Montage : Antonio Martínez
- Musique : Jesús García Leoz
- Décors : Antonio Simont
- Maquillage : Roque Millán
- Production : Ramón Plana
- Société de production : Chamartín Producciones y Distribuciones
- Pays de production :  Espagne
- Langue originale : espagnol
- Format : Noir et blanc et couleurs - 1,37:1 - Son mono - 35 mm
- Durée : 91 minutes
- Genre : Comédie musicale
- Dates de sortie :
  - Espagne : 5 décembre 1951 (Barcelone) ; 12 janvier 1952 (Madrid)
  - France : 3 juillet 1952

## Distribution
- José Suárez : Pablo
- Elena Salvador : Ángeles
- Manolo Morán : Morgan
- Esperanza Navarro : Ana
- José María Rodero : Juan
- Carolina Giménez : Mercedes
- José Isbert : Capitaine du navire
- Milagros Leal : Lola
- Clotilde Poderós : Victoria
- Barta Barri : Saboteur en chef
- Elvira Quintillá : Magdalena
- Adriano Domínguez : Andrés
- Margarita Alexandre : Diana
- Roberto Zara : Giulio
- Julia Martínez : Rosita

## Production
De nombreux protagonistes appartenaient au groupe Coros y Danzas de la Sección Femenina. La Sección Femenina appartenait à la Phalange espagnole et était composée de femmes qui devaient suivre un entraînement militaire pendant une période plus courte que les hommes et qui, pour ce faire, exécutaient des danses et des chants dans de nombreux pays. De nombreuses femmes s'embarquent pour l'Amérique, même si certaines ne sont pas actrices. La section féminine, dirigée par Pilar Primo de Rivera, a duré plus de quarante ans.